# Мораиш, Гильерме
Гильерме Перейра Себастьян де Мораиш (порт. Guilherme Pereira Sebastião de Morais; род. 2 марта 1996, Портиман) — португальский футболист, полузащитник казахстанского клуба «Атырау».

## Карьера
Футбольную карьеру начал в составе клуба «Лулетану».
20 июля 2023 года подписал контракт с клубом «Реал Мурсия».
1 января 2024 года перешёл в финляндский клуб «Хака». 27 января 2024 года в матче против клуба «Оулу» дебютировал в кубке лиги Финляндии. 6 апреля 2024 года в матче против клуба ВПС дебютировал в чемпионате Финляндии. 16 апреля 2024 года в матче против клуба «Йиппо» дебютировал в кубке Финляндии.
11 февраля 2025 года стал игроком казахстанского клуба «Атырау».

## Клубная статистика
| Игровая карьера | Игровая карьера | Игровая карьера | Лига | Лига | Кубки | Кубки | Межд. | Межд. | Др. | Др. |
| --------------- | --------------- | --------------- | ---- | ---- | ----- | ----- | ----- | ----- | --- | --- |
| 2018/17         | Лузитания       | Г               | 30   | 2    | —     | —     | —     | —     | —   | —   |
| 2019/18         | Ольяненсе       | Г               | 13   | 0    | —     | —     | —     | —     | —   | —   |
| 2020/19         | Леса            | Г               | 25   | 0    | —     | —     | —     | —     | —   | —   |
| 2021/22         | Торренси        | В               | 27   | 0    | 2     | 0     | —     | —     | —   | —   |
| 2022/23         | Торренси        | Б               | 17   | 1    | 2     | 0     | —     | —     | —   | —   |
| 2024            | Хака            | А               | 27   | 1    | 7     | 0     | —     | —     | —   | —   |
| 2025            | Атырау          | А               | —    | —    | —     | —     | —     | —     | —   | —   |